# Église Notre-Dame de Saint-Jean-de-Maurienne
L'église Notre-Dame de Saint-Jean-de-Maurienne est une église catholique située en France sur la commune de Saint-Jean-de-Maurienne, dans le département de la Savoie.

## Situation
L'église est située sur la place de la cathédrale, à côté de la cathédrale Saint-Jean-Baptiste, à Saint-Jean-de-Maurienne.
L'église Notre-Dame est disposée parallèlement à la cathédrale Saint-Jean-Baptiste et séparée d'elle de quelques mètres, par la rue Saint-Ayrald. Elle était une des deux églises qui constituaient la cathédrale double.

## Historique

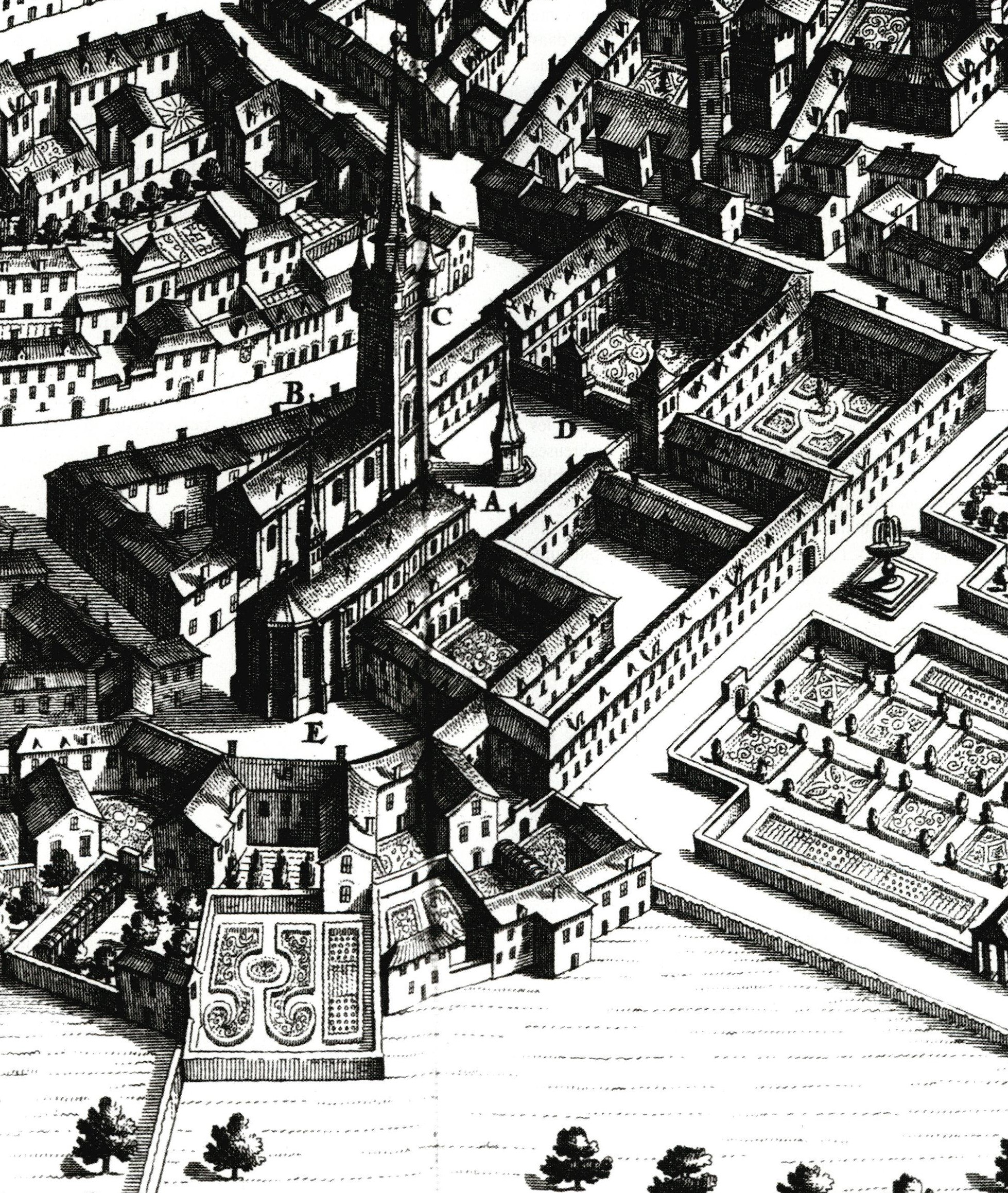
La cathédrale Saint-Jean-Baptiste, l'église Notre-Dame, le clocher et l'évêché avant 1682

L'église actuelle est construite en même temps que la cathédrale Saint-Jean-Baptiste après les destructions faites pendant les incursions des Sarrasins. On ne sait pas si l'église existait avant 1034, mais c'est probable. Elle est citée dans deux chartes. La première est une charte de l'évêque Thibaud (Teutbaldus, entre 1037 et 1056), en 1041, dans laquelle il donne certaines terres de son episcopatus aux chanoines de Sainte-Marie et de Saint-Jean-Baptiste.... La seconde, non datée, de l'évêque de Maurienne Artaud (Artaldus, épiscopat placé avant 1075 à vers 1080), qui prescrit aux chanoines de célébrer la messe dans les deux églises de la cathédrale double. Il est probable qu'il existait à l'origine un groupe cathédral comprenant la cathédrale Saint-Jean-Baptiste, l'église canoniale Sainte-Marie et un baptistère. L'emplacement de ce dernier est inconnu. Jean Hubert a proposé qu'il devait se trouver à l'emplacement du clocher. En 1103, l'évêque Conon ne mentionne plus dans une charte que l'« église épiscopale Saint-Jean et ses chanoines ». L’évêque Amédée de Miribel donne en 1250 la cure de quatre églises paroissiales dont celle de Notre-Dame au chapitre. Il est donc probable que l'église Notre-Dame est devenue paroissiale au XIIIe siècle.
L'église est constituée d'une nef unique de quatre travées couverte par une charpente et terminée par une abside voûtée en cul-de-four. Elle était précédait d'une avant-nef, moins large que la nef mais de même hauteur, de presque la même longueur que sa largeur. L'ensemble était couvert par une toiture à deux pentes.
- Longueur de l'église : 50 m.
- Largeur de l'église : 12 m[5].

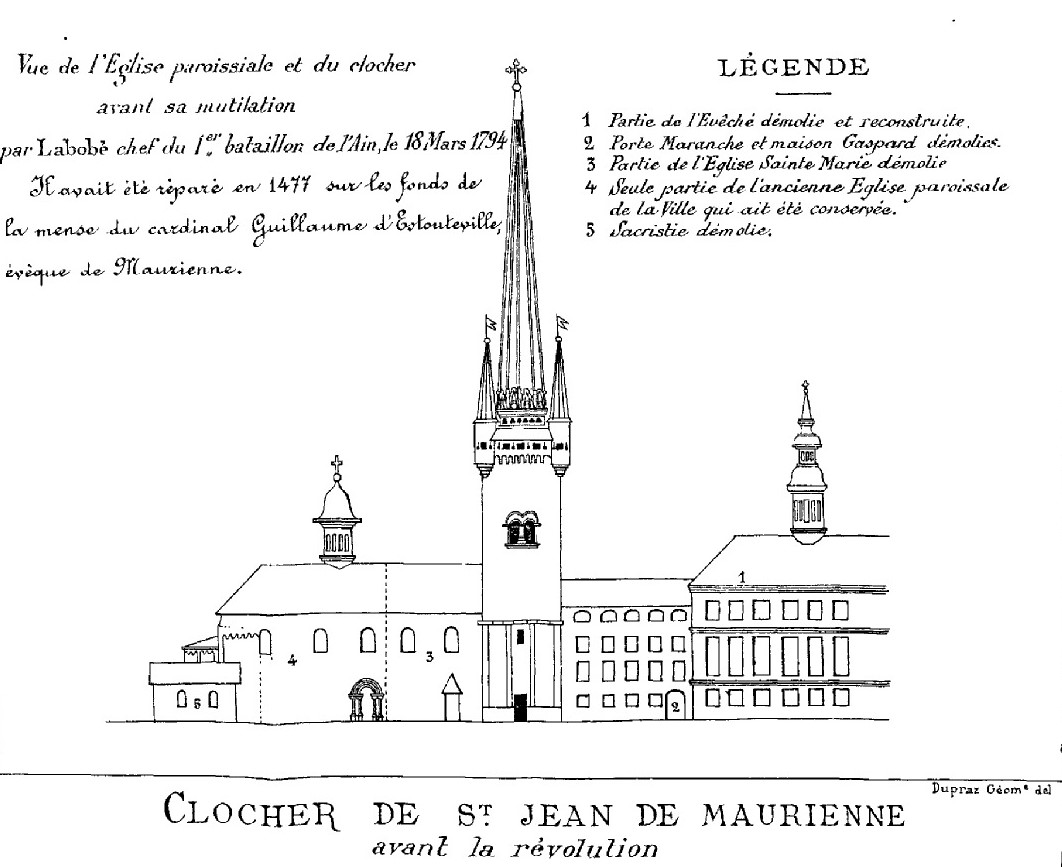
L'église Notre-Dame et le clocher avant sa démolition en 1794

Devant l'avant-nef a été élevé ultérieurement une grosse tour carrée servant de clocher qui a été prolongé en 1477 par une flèche d'une quarantaine de mètres de haut. Ce clocher a été construit avec des murs épais pour servir de maison-forte et un lieu de refuge pour l'évêque et les chanoines. D'après Raymond Roussel, il ne semble pas qu'il y ait eu un accès à la nef par le clocher. Le seul accès à la nef, dès l'origine, était le portail roman. Entre la tour du clocher et le palais épiscopal se trouvait un bâtiment occupé par l'officialité diocésaine (maison Gaspard). Vers 1249, l'évêque Amédée III a fait une ouverture au niveau du premier étage du clocher pour le mettre en communication directe avec l'évêché. Sous ces bâtiments s'ouvrait un passage voûté, la porte Marenche, du nom d'une personnalité importante de la ville. La porte romane a été construite en albâtre provenant de la Combe des Moulins, près de Saint-Jean.

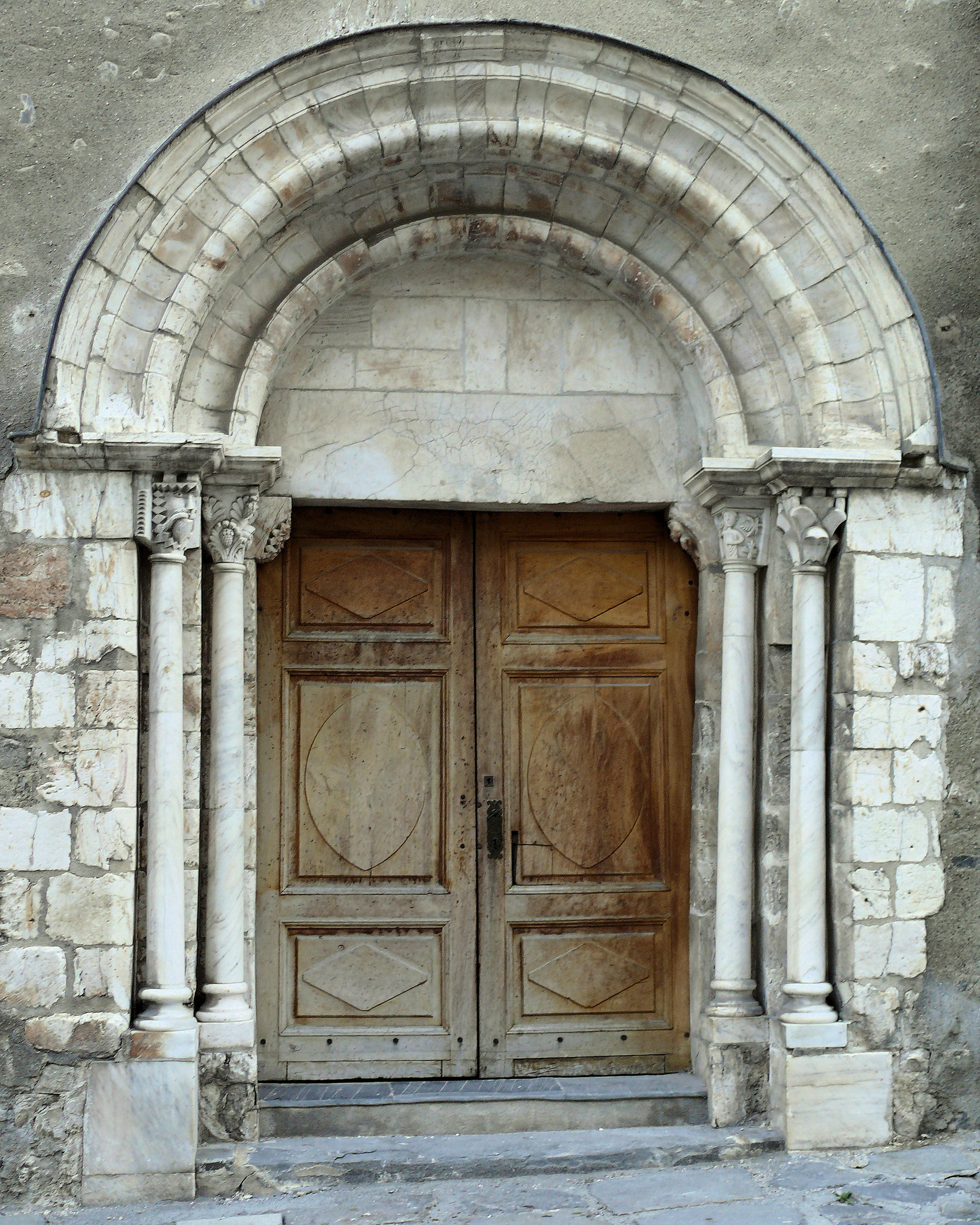
Le portail roman.

Pendant la guerre qui oppose Charles-Emmanuel Ier, duc de Savoie et Henri IV, l'armée commandée Lesdiguières a pris la ville. Les soldats sont entrés dans l'église en passant par la tribune d'orgue, le 24 juin 1597, pour détruire une partie de sa toiture et son lambris. Charles-Emmanuel Ier a repris la Maurienne en 1598. La ville de Saint-Jean qui assure l'entretien de l'église a confié cette entreprise à Pétremand Bertrand et François Grangier, charpentier, le 12 septembre 1599. Granger est resté seul en 1602 après la mort de son associé. Les travaux sont presque terminés en 1602, mais l'armée française est entrée de nouveau en Savoie en 1600 et à Saint-Jean-de-Maurienne après de 15 septembre. L'église subit de nouvelles dégradations.
L'église est restaurée et voûtée en 1710. Cette restauration a transformé le volume intérieur. La nef a été divisée en travées par des piles rectangulaires engagées massives couronnées par un entablement qui supportent des voûtes d'arêtes. Trois vastes baies en plein cintre ont été ouvertes. Les baies romanes de l'abside ont été modifiées, particulièrement celle de l'axe qui a été transformée en oculus. Les murs de la nef sont enduits.
La flèche du clocher est détruite en 1794 sur ordre d'Antoine-Louis Albitte, envoyé en mission à l'armée des Alpes, sous prétexte d'égalité. La chute du clocher endommage une partie de l'église. L'accès à l'église se faisait sur le côté, par la porte romane. Elle était reliée à la cathédrale Saint-Jean-Baptiste par une galerie couverte démolie en 1770 à la demande du cardinal Martiniana, évêque de Maurienne depuis 1757 jusqu'en 1779.
En 1831, le syndic Maximilien Sibué Ducol fait raser la moitié de l'église et les bâtiments de la porte de Marenche isolant le clocher. La façade de l'église est refaite. L'église est désaffectée. Il est envisagé de détruire aussi le clocher, mais cette destruction a été jugée trop coûteuse.
L'église a été restaurée de 2020 à 2023.

## Description

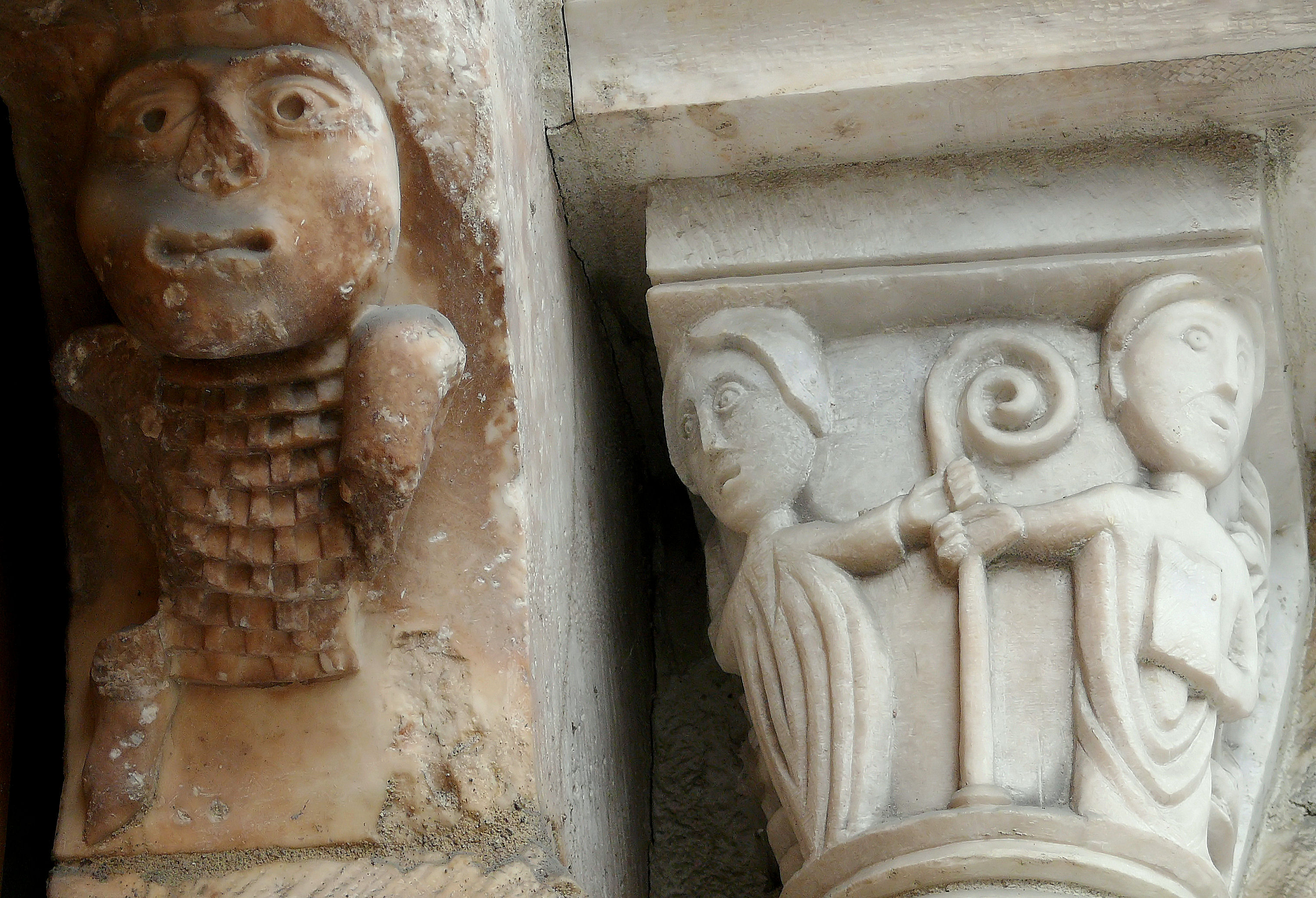
Chapiteaux du portail roman

L'église est constituée d'une nef unique, plus simple que celui de la cathédrale, de quatre travées terminée par une abside voûtée en cul-de-four.

## Protection
L'église est classée au titre des monuments historiques depuis le 20 décembre 1966.